# Rhythmic contemporary
Rhythmic contemporary, também conhecido como rhythmic top 40, rhythmic contemporary hit radio ou rhythmic crossover, é um formato musical de rádio que incluem uma mistura entre os géneros EDM, pop, hip-hop e R&B. Raramente são utilizadas faixas de música rock ou country, mas ocasionalmente de géneros reggae, latinos, reggaeton, ou Christian/gospel.